# Pascal Ondarts
(Jason Leonard, pilone, 114 presenze con l’Inghilterra)
Pascal Ondarts (Méharin, 1º aprile 1956) è un ex rugbista a 15 francese, per 17 anni pilone della prima squadra del Biarritz.

## Biografia
Basco di Méharin, Ondarts è sempre stato legato a Biarritz, città nella quale ha speso 17 anni di militanza come giocatore.
In Nazionale vanta 42 presenze con una meta; esordì nel 1986 contro la Nuova Zelanda e prese parte a tutti i tornei del Cinque Nazioni tra il 1987 (vinto con il Grande Slam) e il 1991 (con un'altra vittoria, nel 1989).
Fu, inoltre, tra i selezionati alla prima Coppa del Mondo, nella quale la Francia giunse fino alla finale, poi persa, contro i padroni di casa della Nuova Zelanda.
Quattro anni più tardi fu presente alla Coppa del Mondo di rugby 1991 in Inghilterra, nel corso della quale disputò il suo ultimo incontro internazionale.
Dopo il ritiro ha aperto un ristorante a Biarritz, Chez Ondarts, oggi locale di successo a poca distanza dal villaggio balneare della città.